# شو (عملة فضية)
شو (朱؟) هي عملة فضية مربعة يابانية تدولت خلال فترة إيدو.

## الخلفية

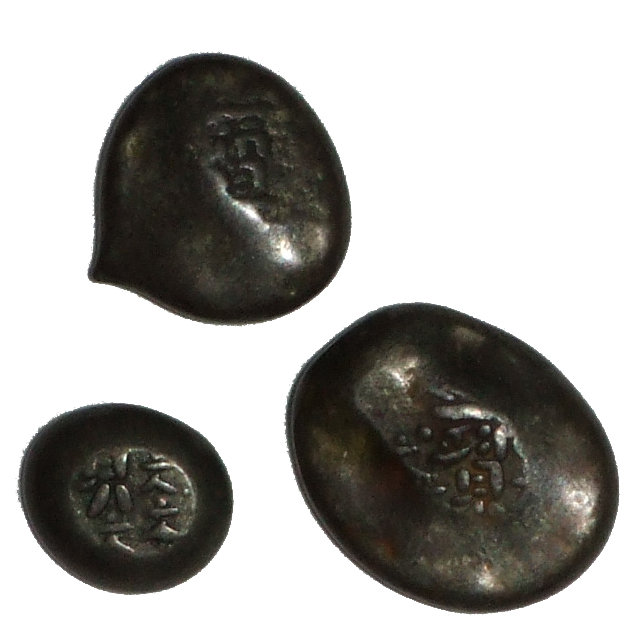
قطع صغيرة على شكل كرة استُخدمت في غرب اليابان حوالي عام 1736

قبل فترة مييوا كانت اليابان ككل منقسمة فيما يتعلق بالمعاملات ذات القيمة العالية. في حين كان الكوبان والإيتشيبوبان يستخدمان بشكل شائع في الشرق كانت العملات المعدنية في غرب اليابان تتكون من قطع فضية على شكل كرات وقضبان. وقد أدت أسعار الصرف غير المستقرة والمتغيرة بين هاتين الوسيلتين إلى دفع الشوغونية إلى توحيد أساس العملة في العملات الذهبية. بدأت محاولات تحديد سعر الصرف بين العملات الذهبية والفضية بإصدار عملة فايف موم جين (五匁銀؟) في الرابع من سبتمبر عام 1765. في غرب اليابان خلال هذا الوقت كان سعر الصرف الرسمي 60 موميا مقابل 1 ريو. كان الهدف هو إجراء انتقال طبيعي إلى شيء يمكن استبداله بعملة ذهبية واحدة من خلال الحصول على 12 وحدة قابلة للعد من فايف موم جين. ومع ذلك كان السعر السائد في ذلك الوقت حوالي 63 مومي (حوالي 236.25 جرامًا) من العملات الفضية مقابل 1 ريو مما جعل استبدال العملات الصادرة حديثًا غير واقعي. كانت هناك مشكلة أخرى تتعلق بصرافي العملات الذين كانوا في ذلك الوقت يتجنبون القيمة الثابتة للجن الخمس مومي. وكان ذلك يرجع إلى مكاسب دخلهم من تبادل العملات الأجنبية الذهبية والفضية والتي تضمنت رسوم الوزن على الأخيرة.
كل هذه العوامل أدت إلى عملة معدنية غير مريحة لم تتداول على نطاق واسع مما دفع كانجو بوجيو إلى إصدار أوامر إلى قاضي المحاسبة لاستبدال خمسة مونمي فضية مقابل كوبان. حدد سعر رسمي لجمع الخمس مونمي الفضية وبدأ التجميع عن طريق التبادل في 23 يوليو 1768. اختفت العملات المعدنية بشكل طبيعي مع مرور الوقت من التداول دون صدور مرسوم يمنع استخدامها. قرر مسؤولو حكومة الشوغونية بعد ذلك إصدار عملات فضية تعادل 2 شو والتي كانت تستخدم كوحدة نقدية للعملات الذهبية في ذلك الوقت. وكان أملهم هو استبدال العملات الفضية التقليدية بعملات ثابتة بوزن وذلك من خلال غسل أدمغة الجمهور بعناية وإقناعهم بأن العملات الذهبية هي أساس العملة. ومن المأمول أن يؤدي هذا بدوره إلى القضاء على وعيهم بمفهوم "العملات المعدنية الصغيرة" (الكرات الصغيرة والفضة).

## الطوائف

### وان شو
تم سك عملات شو الفضي (朱銀؟) واحدة خلال عصر بونسي وتينبو بين عامي 1829 و1837 ويشار إليها باسم بونسي إيتشيشو جين (文政南鐐一朱銀؟). أنشىء هذه العملات كبديل لعملات ذهبية من فئة شو واحدة والتي لم تكن تحظى بشعبية لدى الجمهور في ذلك الوقت. كانت المشكلة الخاصة هي انخفاض نسبة الذهب فيها مما أعطى هذه العملات المعدنية سمعة سيئة للغاية لذلك لم ترى في التداول كثيرًا. كانت مواصفات عملة بونسي إيتشيشو جين عبارة عن عملة معدنية تزن 2.62 جرامًا مصنوعة من سبيكة من 98.95% فضة و0.14% ذهب و0.91% مواد متنوعة. في وقت الإصدار كانت قيمة عملة بونسي شو تساوي في الواقع نفس قيمة عملات 2 شو التي سكت سابقًا بين عامي 1772 و1824. سكت عملات بونسي الفضية من نوع ون شو بكميات كبيرة واستمرت لمدة 8 سنوات حتى عام 1837 في عصر تينبو.

### اثنان شو
تم صناعة عملتين فضيتين من شوه لأول مرة خلال عهد (ميوا) إلى (بنسي) بين عامي 1772 و1824 وتشار إليها باسم نانريو ني شوجين (南 ⁇ 二朱銀). بينما مصنوع من الفضة رفض شوغونات توكوجاوا استخدام كلمة جين (الفضة) وأعطت لهم رسميا اسم نانريو ني شوبان. منح هذا العنوان للتعبير عن الرغبة في العملات عن طريق إعطائها اسم مشابه للإشيبوبان. في كلتا الحالتين كان الهدف من استخدام الاسماء المقدمة كعملة تابعة لكوبان. صمم نانريو ني شوجين من فضة عالية السادة المعروفة باسم نانتون (南 ⁇) أو نانجي التي ذوبانها عن طريق التجميد ويعتبر نقاءها من 98٪ من الفضة مرتفعا للغاية في ذلك الوقت. في حين أن قرار مسؤولي الحكومة (كنجو بوجيو) بدء صناعة هذه العملات في عام 1772 كان له علاقة بوضوح بالربح من خلال السينجنيوراج فقد كان دافعًا أيضًا للاستمرار في التدابير الاقتصادية العدوانية التي حصل خلال ذلك الوقت. في حين علق التخزين مؤقتًا خلال إصلاحات كانسي قاموا باستئنافها في وقت لاحق في عام 1800 دون أي تغييرات.

## التحديد

### اثنان شو
| صورة | سك          | كتلة                  | مادة                                 |
| ---- | ----------- | --------------------- | ------------------------------------ |
|      | 1772 – 1788 | 2.7 مومي (10.19 جرام) | 97.81% فضة ، 2.06% متنوعة، 0.13% ذهب |
|      | 1800 – 1824 | 2.7 مومي (10.19 جرام) | 97.81% فضة، 2.06% متنوعة، 0.13% ذهب  |
|      | 1824 – 1830 | ٢ مومي (٧٫٤٩ غرام)    | 97.96% فضة، 1.82% متنوعة، 0.22% ذهب  |
|      | 1859        | 3.6 مومي (13.5 جرام)  | 84.76% فضة، 15.20% متنوعة، 0.04% ذهب |

## أرقام التوزيع
| فئة   | اسم العصر | التواريخ اليابانية  | التواريخ الميلادية | ضرب النقود  |
| ----- | --------- | ------------------- | ------------------ | ----------- |
| 1 Shu | بونسي     | 文政七二十 – 天保八 | 1829 – 1837        | 139,914,768 |
| 1 Shu | كاي       | 嘉永六 –            | 1853 – 1865        | 159,244,800 |
| 1 Shu | كيو       | 慶應四 – 明治元     | 1868 – 1869        | 18,742,000  |
| 2 Shu | ميوا      | 明和九 – 天明八     | 1772 – 1788        | 47,464,336  |
| 2 Shu | كانسي     | 寛政二十 – 文政七   | 1800 – 1824        | 47,464,336  |
| 2 Shu | بونسي     | 文政七 – 文政三十   | 1824 – 1830        | 60,624,280  |
| 2 Shu | أنسي      | – 安政六            | – 1859             | 706,400     |

## الملحوظات
1. 1 2  While "2 Shu" coins were issued from 1772 to 1824, reforms issued during the Kansei era break them down into 2 varieties. Those that were issued during the Meiwa era, and those issued during the Kansei era are both combined in the mintage total for "2 Shu" coins made between 1772 and 1824.
2. ↑  Edo coinage is named after their era of origin regardless of how many eras their actual mintage spans.
3. ↑  These years are for reference only as the given coins may not be dated
4. ↑  تُعرف عملات عصر ميجي "1 Shu" أيضًا باسم "كاهيشي" 1 شو.[16]